# Karol III Hiszpański
Karol III (ur. 20 stycznia 1716 w Madrycie, zm. 14 grudnia 1788 w Madrycie) – książę Parmy, Piacenzy i Guastalii w latach 1731–1735, król Neapolu (jako Karol VII) i Sycylii (jako Karol IV) w latach 1735–1759, król Hiszpanii w latach 1759–1788 z dynastii Burbonów.
Najstarszy syn króla Hiszpanii – Filipa V i jego drugiej żony – Elżbiety Farnese. Przyrodni brat królów Hiszpanii: Ludwika I i Ferdynanda VI.

## Młodość
W wieku 16 lat, Karol został księciem Parmy jako wnuk Edwarda II Farnese. 1 grudnia 1734, po zwycięstwie księcia Montemara nad Austriakami pod Bitonto, Karol został władcą Neapolu i Sycylii. Młody władca nie lubił jednak prowadzenia wojen, rzadko nosił mundur i tylko pod presją, dokonywał inspekcji wojska. W 1735 Karol zrzekł się Parmy na korzyść cesarza Karola VI Habsburga, w zamian uznania w nim króla Neapolu i Sycylii. Jako król tych ziem, Karol zaczął pracować nad reformami wewnętrznymi, które posłużyły za wzór dla jego późniejszych reform w Hiszpanii. Rozpoczął też budowę Pałacu Królewskiego w Casercie.

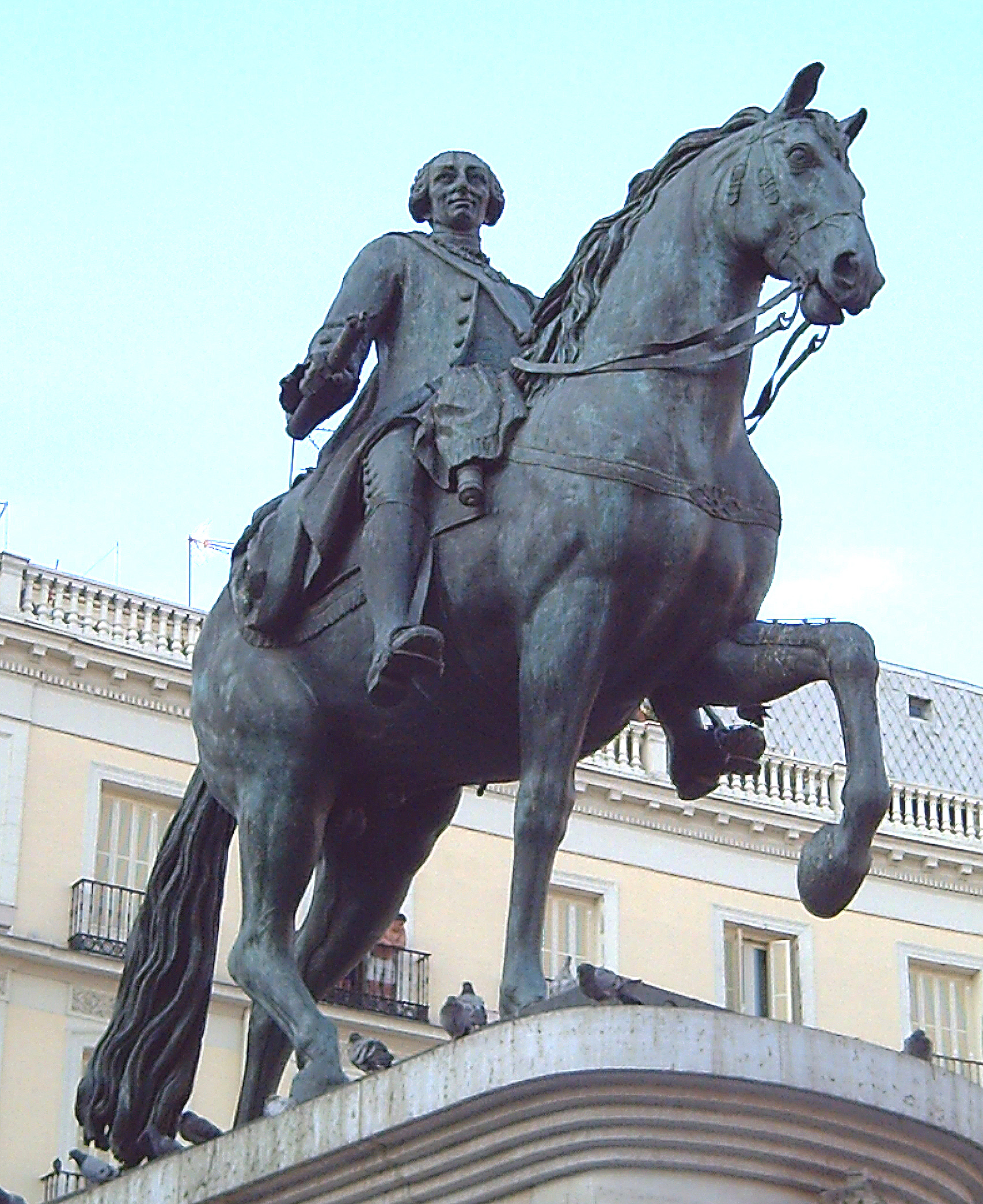
Statua Karola III w Madrycie

Zagraniczni ministrowie, którzy z nim pracowali, zgadzali się, że Karol nie miał wrodzonych zdolności administracyjnych, ale szczerze pragnął być dobrym królem i świetnie dobierał sobie ministrów-pomocników. Znaczny wpływ miał na niego Bernardo Tanucci. To podczas rządów Karola odkryto starożytne rzymskie miasta – Herkulanum (w 1738) i Pompeje (w 1748). Król zachęcał archeologów do prowadzenia badań i był zawsze na bieżąco informowany o odkryciach, nawet po powrocie do Hiszpanii.

## Król Hiszpanii
10 sierpnia 1759 zmarł bezdzietnie przyrodni brat Karola – Ferdynand VI, i Karol odziedziczył po nim tron. 6 października 1759 abdykował z tronów Neapolu i Sycylii na rzecz swojego trzeciego syna – Ferdynanda.
Jako król Hiszpanii Karol prowadził aktywną politykę zagraniczną zmierzającą do powrotu Hiszpanii do grona głównych mocarstw. Jego silne więzi rodzinne i niechęć do Anglii, doprowadziły do zawarcia sojuszu hiszpańsko-francuskiego. W ramach przygotowań do wojny polecił zbudować dużą flotę wojenną. Stanowiło to oczywiście nie lada wyzwanie i przedstawiciele marynarki stwierdzili, że zadania nie można wykonać szybciej jak w ciągu 6 miesięcy. Wtedy jednak Karol III pokazał swój charakter absolutnego władcy. Wezwał poddanych do posłuszeństwa i wyznaczył trzymiesięczny termin na wybudowanie wszystkich okrętów. Hiszpania walczyła w wojnie 7-letniej i poniosła olbrzymią porażkę tracąc między innymi Florydę – za to uzyskując od Francji Luizjanę w formie rekompensaty. W 1770 Karol niemal nie rozpoczął innej wojny – o Falklandy, a w 1779 dołączył do wojsk francuskich wspierających Amerykanów przeciwko Anglikom i w tej wojnie Hiszpania odzyskała Florydę. Zreformował również strukturę kolonii hiszpańskich w Ameryce Południowej.
Jego krajowa polityka była korzystna dla Hiszpanii. Podczas ostatnich lat życia miał problemy ze swoim najstarszym synem i jego żoną. Kiedy zmarł w 1788 pozostawił po sobie wspomnienie króla filantropa i filozofa, nazywanego Panem Madrytu (z powodu licznych prac publicznych, jakie kazał tam wykonać). Mimo swojej niechęci do jezuitów (27 lutego 1767 wydał dekret nakazujący opuszczenie Hiszpanii przez jezuitów uzasadniony względami bezpieczeństwa kraju) i wszelkich zakonników oraz zazdrości o władzę Inkwizycji, był praktykującym katolikiem i okazywał to w życiu codziennym. Prywatnie król był wielkim pasjonatem polowań.

## Odznaczenia
- Order Ducha Świętego – Francja, 1760[3]

## Małżeństwo
Ożenił się z Marią Amalią Saską, córką elektora saskiego i króla Polski – Augusta III Sasa oraz Marii Józefy Habsburżanki (córki cesarza Świętego Cesarstwa Rzymskiego Narodu Niemieckiego, króla Czech i Węgier Józefa I Habsburga).
Był ojcem m.in. Karola IV – króla Hiszpanii, Ferdynanda I – króla Neapolu i Sycylii, a następnie króla Obojga Sycylii, i Marii Ludwiki – żony cesarza Świętego Cesarstwa Rzymskiego Narodu Niemieckiego – Leopolda II.

## Genealogia
| Ludwik Wielki Delfin 1) ur. 1 XI 1661 zm. 14 IV 1711 | Ludwik Wielki Delfin 1) ur. 1 XI 1661 zm. 14 IV 1711 |                                        |                                        | Maria Anna Wittelsbach ur. 17 XI 1660 zm. 20 IV 1690 | Maria Anna Wittelsbach ur. 17 XI 1660 zm. 20 IV 1690 |  |  | Edward II Farnese ur. 12 VIII 1666 zm. 6 IX 1693 | Edward II Farnese ur. 12 VIII 1666 zm. 6 IX 1693 |                                                |                                                | Dorota Zofia Wittelsbach ur. 5 VII 1670 zm. 15 IX 1748 | Dorota Zofia Wittelsbach ur. 5 VII 1670 zm. 15 IX 1748 |
|                                                      |                                                      |                                        |                                        |                                                      |                                                      |  |  |                                                  |                                                  |                                                |                                                |                                                        |                                                        |
|                                                      |                                                      |                                        |                                        |                                                      |                                                      |  |  |                                                  |                                                  |                                                |                                                |                                                        |                                                        |
|                                                      |                                                      | Filip V ur. 19 XII 1683 zm. 9 VII 1746 | Filip V ur. 19 XII 1683 zm. 9 VII 1746 |                                                      |                                                      |  |  |                                                  |                                                  | Elżbieta Farnese ur. 25 X 1692 zm. 11 VII 1766 | Elżbieta Farnese ur. 25 X 1692 zm. 11 VII 1766 |                                                        |                                                        |
|                                                      |                                                      |                                        |                                        |                                                      |                                                      |  |  |                                                  |                                                  |                                                |                                                |                                                        |                                                        |
|                                                      |                                                      |                                        |                                        |                                                      |                                                      |  |  |                                                  |                                                  |                                                |                                                |                                                        |                                                        |
|                                                      |                                                      |                                        |                                        |                                                      |                                                      |  |  |                                                  |                                                  |                                                |                                                |                                                        |                                                        |

|                                            |                                            | Maria Amalia Saska 2) ur. 24 XI 1724 zm. 27 IX 1760 OO 19 VI 1738 | Maria Amalia Saska 2) ur. 24 XI 1724 zm. 27 IX 1760 OO 19 VI 1738 | Karol III ur. 20 I 1716 zm. 14 XII 1788          | Karol III ur. 20 I 1716 zm. 14 XII 1788          |                                            |                                            |                                               |                                               |
|                                            |                                            |                                                                   |                                                                   |                                                  |                                                  |                                            |                                            |                                               |                                               |
|                                            |                                            |                                                                   |                                                                   |                                                  |                                                  |                                            |                                            |                                               |                                               |
|                                            |                                            |                                                                   |                                                                   |                                                  |                                                  |                                            |                                            |                                               |                                               |
| Maria Izabela ur. 6 IX 1740 zm. 1 XI 1742  | Maria Izabela ur. 6 IX 1740 zm. 1 XI 1742  | Maria Józefa ur. 20 I 1742 zm. 3 IV 1742                          | Maria Józefa ur. 20 I 1742 zm. 3 IV 1742                          | Maria Izabela ur. 30 IV 1743 zm. 5 III 1749      | Maria Izabela ur. 30 IV 1743 zm. 5 III 1749      | Maria Józefa ur. 6 VII 1744 zm. 8 XII 1801 | Maria Józefa ur. 6 VII 1744 zm. 8 XII 1801 | Maria Ludwika 3) ur. 24 XI 1745 zm. 15 V 1792 | Maria Ludwika 3) ur. 24 XI 1745 zm. 15 V 1792 |
|                                            |                                            |                                                                   |                                                                   |                                                  |                                                  |                                            |                                            |                                               |                                               |
| Filip Antoni ur. 13 VI 1747 zm. 19 IX 1777 | Filip Antoni ur. 13 VI 1747 zm. 19 IX 1777 | Karol IV ur. 11 XI 1748 zm. 20 I 1819                             | Karol IV ur. 11 XI 1748 zm. 20 I 1819                             | Maria Teresa ur. 29 XI 1749 zm. 30 IV 1750       | Maria Teresa ur. 29 XI 1749 zm. 30 IV 1750       | Ferdynand I ur. 12 I 1751 zm. 4 I 1825     | Ferdynand I ur. 12 I 1751 zm. 4 I 1825     | Gabriel ur. 11 V 1752 zm. 23 XI 1788          | Gabriel ur. 11 V 1752 zm. 23 XI 1788          |
|                                            |                                            |                                                                   |                                                                   |                                                  |                                                  |                                            |                                            |                                               |                                               |
| Maria Anna ur. 3 VII 1754 zm. 11 V 1755    | Maria Anna ur. 3 VII 1754 zm. 11 V 1755    | Antoni Pascual ur. 31 XII 1755 zm. 20 IV 1817                     | Antoni Pascual ur. 31 XII 1755 zm. 20 IV 1817                     | Franciszek Ksawery ur. 17 II 1757 zm. 10 IV 1771 | Franciszek Ksawery ur. 17 II 1757 zm. 10 IV 1771 |                                            |                                            |                                               |                                               |

1. syn króla Francji Ludwika XIV
2. córka Augusta III Sasa i Marii Józefy Habsburżanki
3. żona cesarza Leopolda II